# Gaston Modot
Gaston Modot (* 31. Dezember 1887 in Paris; † 19. Februar 1970 in Le Raincy, Frankreich) war ein französischer Filmschauspieler. Mehr als 50 Jahre war er als Darsteller aktiv und arbeitete unter fast allen wichtigen Regisseuren seines Landes.

## Leben
Modot lebte Anfang des 20. Jahrhunderts in Montmartre und traf mit Picasso und Modigliani zusammen. Bei Gaumont begann er 1909 und war in den folgenden 20 Jahren des Stummfilms in allen Genres zu sehen. 1917 spielt er die Hauptrolle in Mater dolorosa von Abel Gance. Auch in den avantgardistischen Filmen Germaine Dulacs und Louis Dellucs La Fête espagnole (1919) und Fièvre (1921) wirkte er mit. Neben Max Linder spielte er wieder 1924 unter der Regie von Abel Gance in Au secours!. Gegen Ende der 1920er trat er in deutsch-französischen Co-Produktionen auf.
Seine Darstellung des „Manns“ in Luis Buñuels Das goldene Zeitalter (L’Age d’or, 1930) garantiert ihm heute bleibenden Ruhm. Unter René Clair debütierte Modot im Jahr zuvor (1929) im Tonfilm in Unter den Dächern von Paris (Sous les Toits de Paris). Neben Jean Gabin übernahm er eine tragende Rolle in Julien Duviviers Pépé le Moko – Im Dunkel von Algier (Pépé le Moko, 1937). In Die große Illusion (La grande illusion, 1937) und Die Spielregel (La Règle du jeu, 1939), den Klassikern von Jean Renoir, spielte er ebenso wie in dem poetischen Dreistundenfilm Kinder des Olymp (Les enfants du paradis, 1943/45) von Marcel Carné. 
1964 beendete Gaston Modot seine Schauspielertätigkeit. Er spielte in über 100 Filmen.

## Filmografie (Auswahl)
- 1917: Mater Dolorosa – Regie: Abel Gance
- 1917: La zone de la mort – Regie: Abel Gance
- 1919: La Fête espagnole
- 1921: Fièvre
- 1924: Au secours! – Regie: Abel Gance
- 1926: Die Schloßherrin vom Libanon (La châtelaine du Liban)
- 1926: Carmen – Regie: Jacques Feyder
- 1927: Die Stadt der tausend Freuden
- 1928: Geheimnisse des Orients
- 1929: Der Graf von Monte Christo (Monte Cristo)
- 1929: Das grüne Monokel
- 1929: Das Schiff der verlorenen Menschen
- 1929: Phantome des Glücks
- 1929: Freiheit in Fesseln
- 1929: Der Erzieher meiner Tochter
- 1930: Das goldene Zeitalter (L’Age d’Or)
- 1930: Unter den Dächern von Paris (Sous les Toits de Paris)
- 1935: Die Liebesgasse von Marokko (La Bandéra)
- 1936: Pépé le Moko – Im Dunkel von Algier (Pépé le Moko)
- 1937: Die große Illusion (La grande illusion)
- 1939: Lebensabend (La Fin du jour)
- 1939: Die Spielregel (La Règle du jeu)
- 1943/45: Kinder des Olymp (Les enfants du paradis)
- 1947: Schweigen ist Gold (Le Silence est d'or)
- 1947: Zwei in Paris (Antoine et Antoinette)
- 1950: Der Pakt mit dem Teufel (La Beauté du diable)
- 1951: Goldhelm (Casque d’or)
- 1953: Im Banne des blonden Satans (La môme vert de gris)
- 1956: Weiße Margeriten (Elena et les Hommes)
- 1958: Die Liebenden (Les Amants)
- 1959: Das Testament des Dr. Cordelier (Le Testament du Docteur Cordelier)
- 1962: Der Teufel und die Zehn Gebote (Le Diable et les Dix Commandements)